# Långakärr
Långakärr är en sjö i Eslövs kommun i Skåne och ingår i Kävlingeåns huvudavrinningsområde. Långakärr ligger i Abullahagen Natura 2000-område.